# 安藤徳隆
安藤 徳隆（あんどう のりたか、1977年〈昭和52年〉6月8日 - ）は、日本の実業家。日清食品ホールディングス創業者安藤百福の孫で、同社代表取締役副社長・COO 兼 2015年4月からグループの中核事業会社である日清食品代表取締役社長に37歳で就任。「世界を動かす日本人 50」の1人に選出されている。テレビ東京「日経スペシャル カンブリア宮殿」に2週連続 でゲストとして登場した。 日本初の最適化栄養食「完全メシ」を発明。2023年、慶應大学医学部伊藤裕教授とともに「一般社団法人日本最適化栄養食協会」 を設立。

## 年譜
- 2002年 - 3月、慶應義塾大学大学院理工学研究科 修了
- 2004年 - 6月、財団法人（現・公益財団法人）安藤スポーツ・食文化振興財団 常務理事（※現職）
- 2007年 - 3月、日清食品株式会社（現・日清食品ホールディングス）入社、経営企画部部長
- 2008年 - 2月、日清食品株式会社 執行役員 経営戦略部長
- 2008年 - 6月、日清食品株式会社 取締役
- 2008年 - 10月、日清食品ホールディングス株式会社 取締役・CMO
- 2010年 - 6月、日清食品ホールディングス株式会社 専務取締役・CMO、日清食品株式会社 代表取締役副社長
- 2012年 - 4月、日清食品ホールディングス株式会社 専務取締役・CSO 兼 Regional Headquarters of Asia統括
- 2014年 - 6月、日清食品ホールディングス株式会社 代表取締役専務
- 2015年 - 4月、日清食品ホールディングス株式会社 代表取締役専務・CMO、日清食品株式会社 代表取締役社長に就任（※現職）
- 2016年 - 6月、日清食品ホールディングス株式会社 代表取締役副社長・COO（※現職）

## 家族
- 祖父 - 安藤百福、日清食品グループ創業者・初代社長
- 祖母 - 安藤仁子（まさこ）、安藤百福の妻、NHK連続テレビ小説「まんぷく」のヒロインのモデル
  - 叔父 - 安藤宏寿（母は安藤百福の台湾時代の第１夫人黄綉梅、日清食品第2代社長。2007年6月26日死去　故人）
  - 父 - 安藤宏基、日清食品ホールディングス株式会社代表取締役社長
    - 弟 - 安藤清隆、日清食品ホールディングス常務執行役員

## テレビ番組
- 日経スペシャル カンブリア宮殿（テレビ東京）
  - 初公開!カップヌードル 累計500億食の裏側（2021年9月16日）- 日清食品社長として出演[6]。
  - 偉大なる発明を超えろ! 日清食品 強さの秘密（2021年9月23日）- 日清食品社長として出演[7]。
  - 日本の胃袋 鷲摑みの秘密 最強"国民食"スペシャル（2022年3月10日）- 日清食品社長として出演[8]。